# Gmina Kukur
Gmina Kukur (alb. Komuna Kukur) – gmina  położona w środkowej części Albanii. Administracyjnie należy do okręgu Gramsh w obwodzie Elbasan. W 2011 roku populacja gminy wynosiła 2560 w tym 1237 kobiet oraz 1323 mężczyzn, z czego Albańczycy stanowili 86,60% mieszkańców.
W skład gminy wchodzi dziesięć miejscowości: Kukur, Grazhdan, Gribë, Kalaj, Mukaj, Rashtan, Rmath, Snosem, Sojnik, Vreshtas.